# Checchia

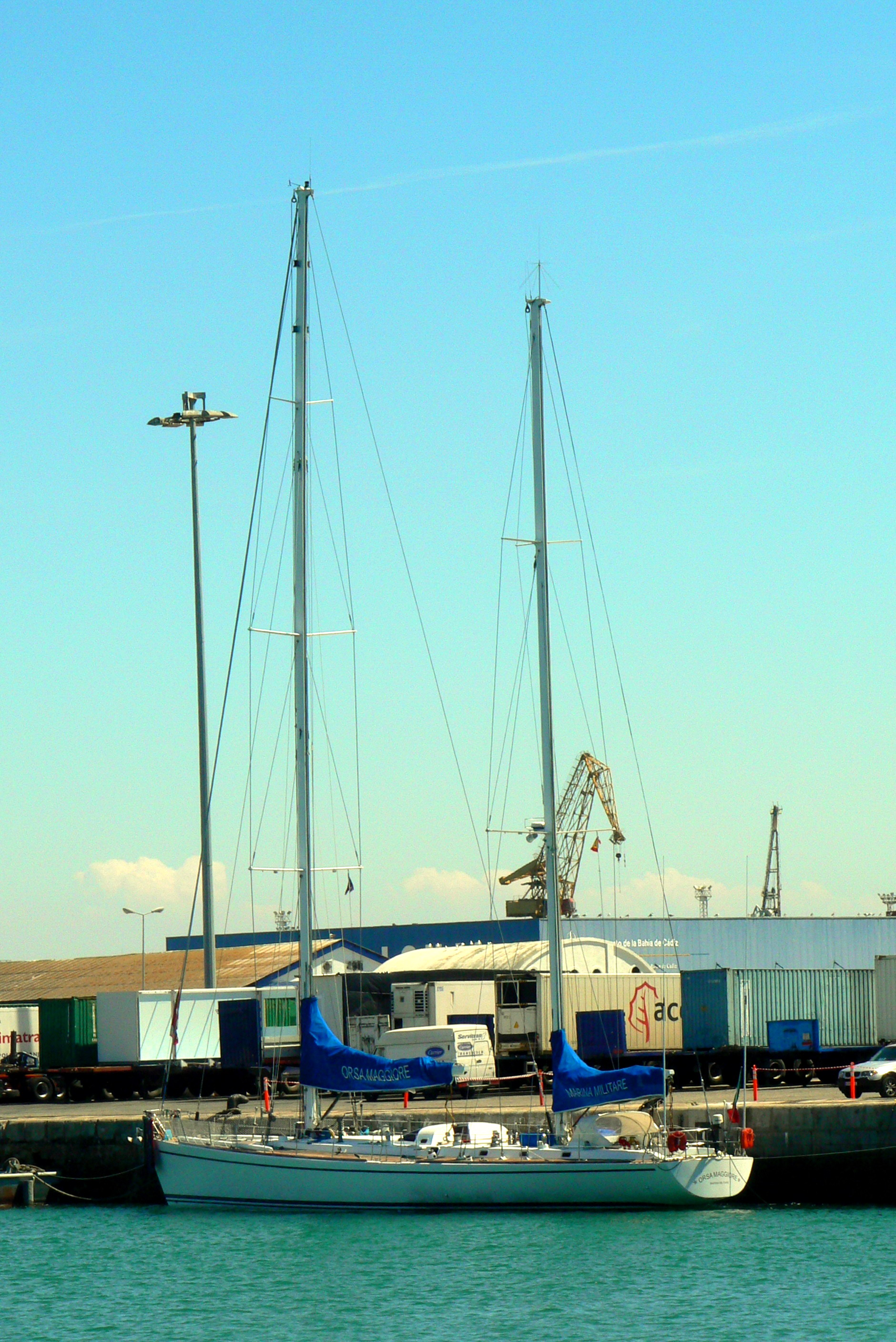
L'Orsa Maggiore della Marina Militare Italiana

La checchia   è una tipologia di imbarcazione a vela a due alberi, da diporto o da regata. È nota anche con il termine inglese ketch.

## Caratteristiche
L'armo a checchia prevede un albero di maestra, collocato a mezza nave e più alto, e un albero di mezzana, a poppa, equipaggiati entrambi con vele Marconi o vele auriche. A differenza della iolla (yawl), armo con il quale viene spesso confuso, l'albero di mezzana è posizionato a proravia del timone.Sull'albero di maestra possono essere issati da uno a tre fiocchi.

## Differenze tra Ketch e yawl

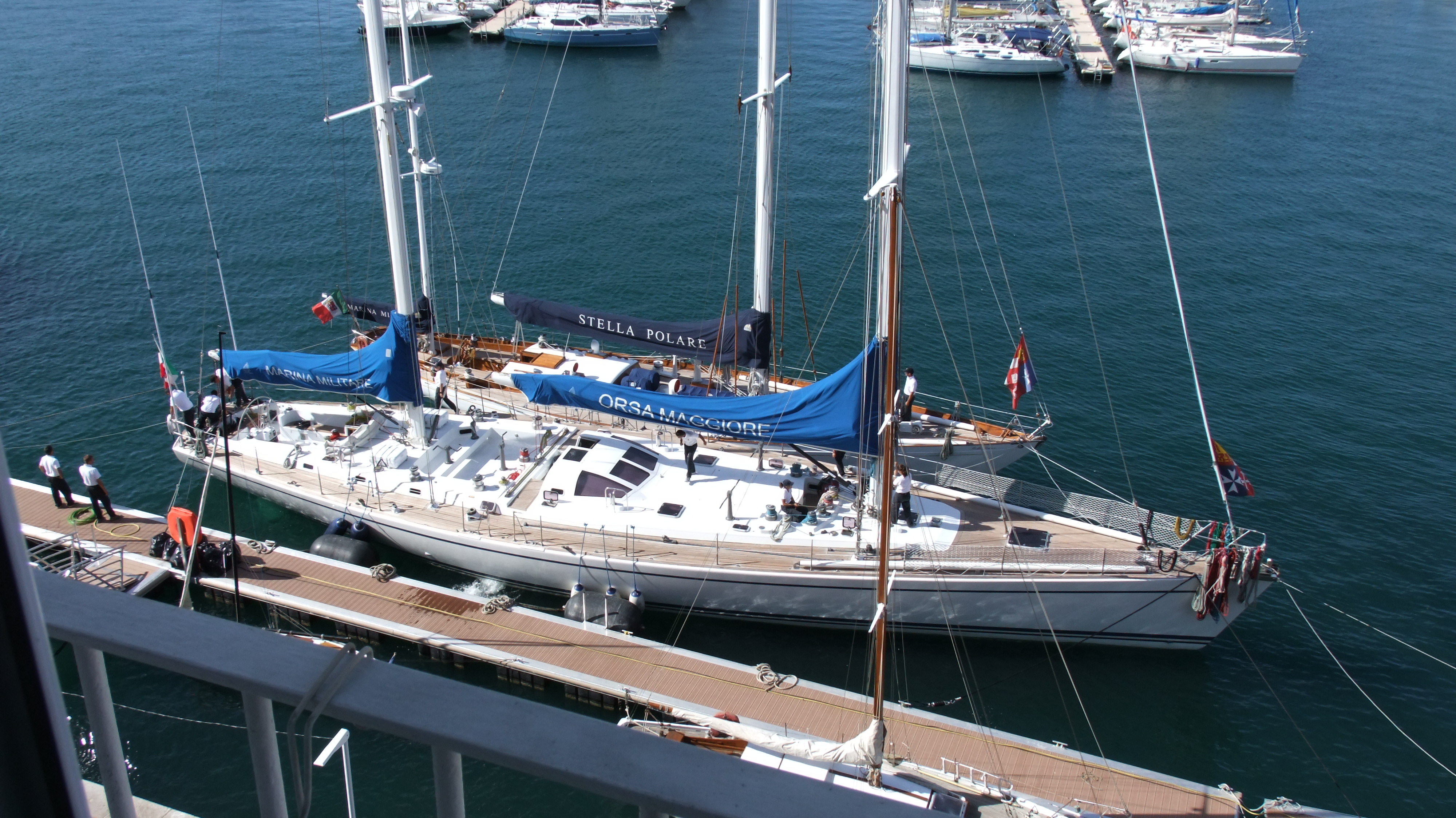
Nel confronto tra Stella Polare e Orsa Maggiore è visibile la differente posizione dell'albero di mezzana che differenzia un Ketch da uno yawl

Le iolle e le checchie sono entrambi velieri armati a due alberi, con quello di maestra prodiero e quello di mezzana poppiero. Negli yacht classici, dotati di lunghi slanci e timoni interni, distinguerli è semplice: le checchie hanno l'albero di mezzana a pruavia dell'asse timone, mentre le iolle l'hanno a poppavia.
A differenza della iolla (con la quale può essere confusa) e della goletta (in cui l’albero di poppa è più alto di quello di prua e può avere fino a sei alberi), la checchia ha un albero di mezzana di altezza maggiore, posizionato a proravia dell'asse del timone e non, come nella iolla, a poppavia di esso.
In caso di yacht con slanci ridotti o timoni esterni, la distinzione è più correttamente determinata confrontando la funzione e la relativa dimensione delle mezzane. La vela di mezzana della iolla è, comparativamente, assai più piccola di quella di maestra, la quale, viceversa, ha superficie simile a quella di uno sloop equivalente. Inoltre, mentre nelle checchie lo scopo della vela di mezzana è principalmente propulsivo con la superficie velica ripartita tra i due alberi per facilitarne il governo, nelle iolle questa serve da stabilizzatrice fungendo da "timone aereo".
Tra le imbarcazioni a vela della Marina Militare Italiana che svolgono funzioni addestrative per gli allievi della scuola navale "Morosini" di Venezia e per gli allievi ufficiali dell'Accademia navale di Livorno, l'Orsa Maggiore è armata a ketch, mentre Stella Polare e Corsaro II sono armate a yawl.

## Galleria d'immagini

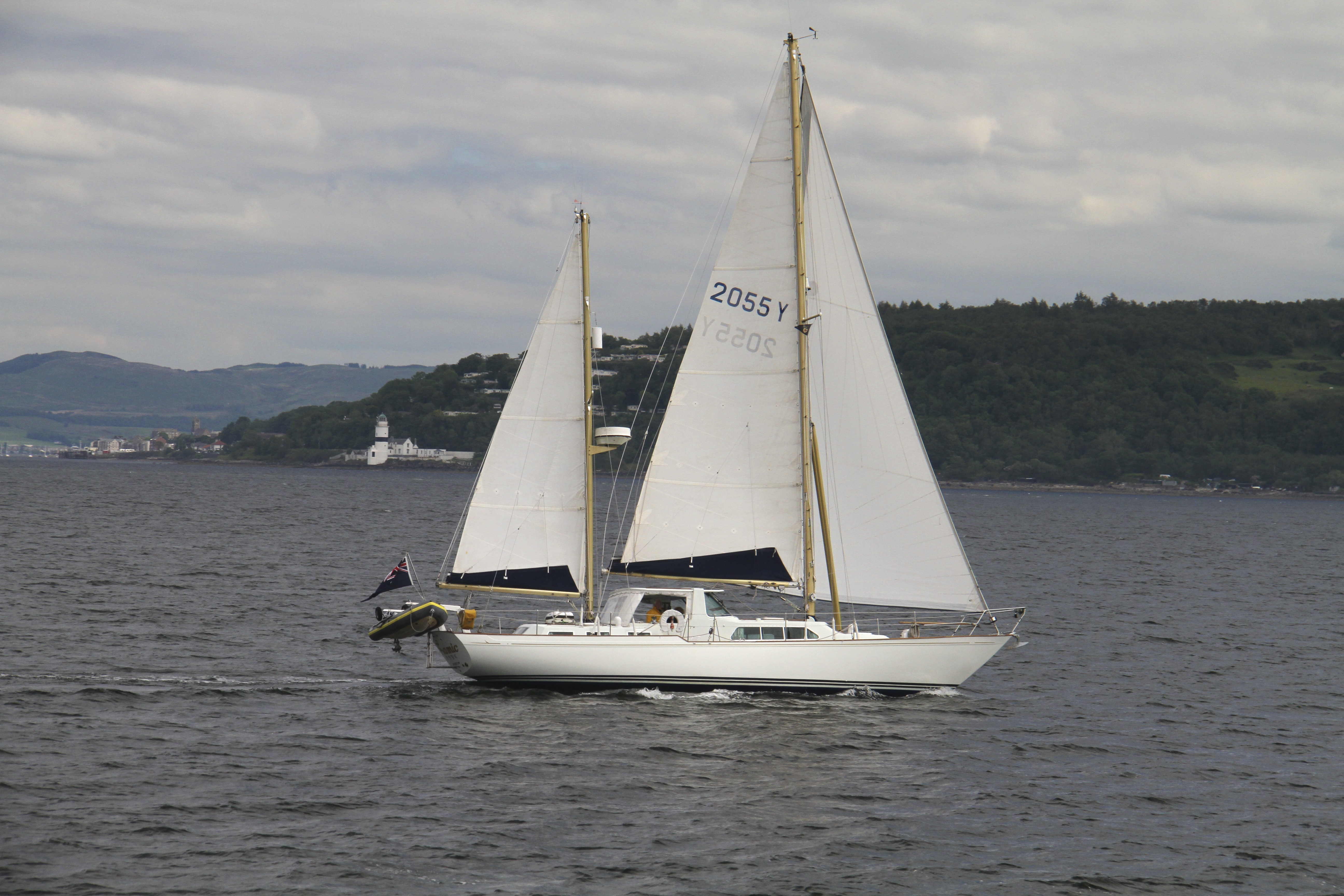
Checchia
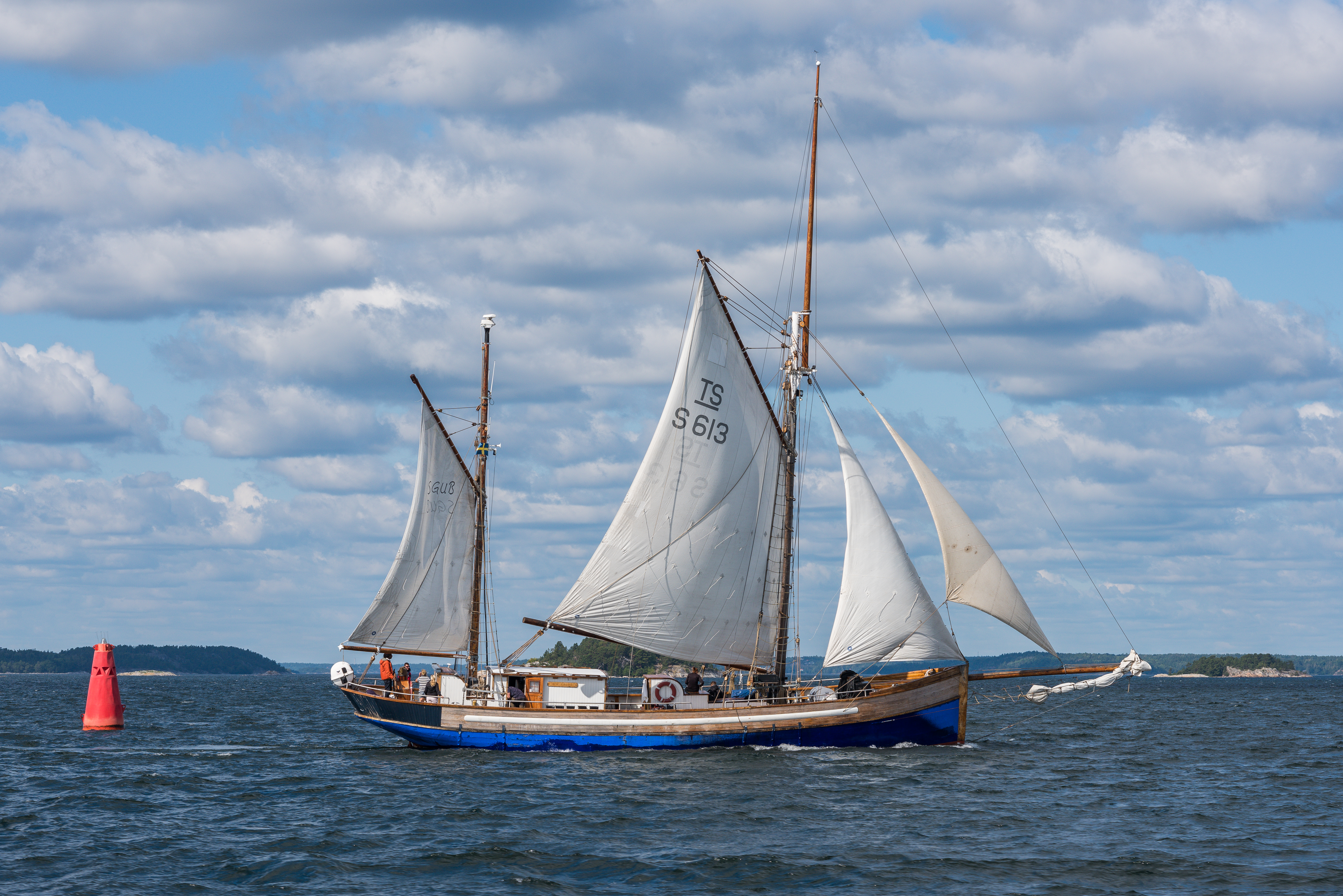
Checchia armata con vele auriche